# Boningen
Boningen är en ort och kommun i distriktet Olten i kantonen Solothurn, Schweiz. Kommunen har 807 invånare (2023).
Kommunen ligger längs floden Aare.